# マーシャル諸島短期大学
マーシャル諸島短期大学（まーしゃるしょとうたんきだいがく、英語: College of the Marshall Islands、略称：PCC）とは、マーシャル諸島共和国にある短期大学である。

## 概要
マーシャル諸島共和国内にある唯一の単独で存立する高等教育機関である。最も古くから提供されているプログラムは、アメリカ合衆国による信託統治領（太平洋諸島信託統治領）施政下での看護学である。

## プログラム
- Adult and Continuing Education
- Business Studies
- Developmental Education
- Elementary Education
- Liberal Arts
- Maritime Vocational Training
- Marshallese Studies
- Nursing and Allied Health
- Science, Technology and Mathematics
- Vocational Education

## 対外関係
- 東オレゴン大学
- フィジー国立大学（英語版）
- 台北医学大学
- ハワイ大学ヒロ校
- グアム大学
- 南太平洋大学

（オセアニアの12の小規模島嶼国家群(クック諸島、フィジー、キリバス、ナウル、ニウエ、サモア、ソロモン諸島、トケラウ諸島、トンガ、ツバル、バヌアツ、マーシャル諸島)が共同で設立した公立大学）

## 日本における協定校
- 琉球大学